# Miikka Riionheimo
Miikka Riionheimo (1974) è un ex giocatore di football americano finlandese che ha giocato come defensive back.
Dopo aver giocato per le giovanili e la prima squadra dei Turku Trojans ha alternato stagioni agli stessi Trojans con altre agli Helsinki Roosters, ai Seinäjoki Crocodiles e agli svedesi Stockholm Mean Machines. Nel 2021 è stato inserito nella Hall of Fame del football americano finlandese.

## Palmarès
- 1 Vaahteramalja (Turku Trojans, 2003)
- 2 SM-Final (Stockholm Mean Machines, 2000, 2002)